# Edge of Nowhere
Edge of Nowhere — приключенческая компьютерная игра для виртуальной реальности, разработанная студией Insomniac Games для Windows и гарнитуры виртуальной реальности Oculus Rift. Выпущена 6 июня 2016 года. Игра основана на произведении Х. П. Лавкрафта «Хребты безумия».

## Игровой процесс
Игрок берёт под контроль Виктора Ховарда и отправляется на поиски своей невесты Авы Торн, пропавшей без вести в ходе научной экспедиции. Действие игры проходит от третьего лица, камера следует за протагонистом. С помощью наклона головы игрок может не только управлять камерой, но и направлять фонарик или наводить оружие.

## Сюжет
Виктор Ховард (прототип — Уильям Дайер) ищет свою невесту Аву Торн, пропавшую без вести участницу экспедиции в Антарктиду. В процессе спасательной миссии он углубляется в тёмный чудовищный мир, где реальность вокруг него искажается. Чтобы спасти свою возлюбленную, Виктор пробивается сквозь толпы монстров и карабкается по отвесным скалам, всё глубже погружаясь в безумие древних.

## Оценки
| Сводный рейтинг    | Сводный рейтинг |
| Агрегатор          | Оценка          |
| ------------------ | --------------- |
| Metacritic         | 71/100          |
| Иноязычные издания |                 |
| Издание            | Оценка          |
| Destructoid        | 6,5/10          |
| Game Informer      | 7,5/10          |
| GameSpot           | 8/10            |
| IGN                | 6,7/10          |
| PC Gamer (US)      | 58/100          |
| Polygon            | 7,5/10          |

Согласно сайту агрегации отзывов Metacritic, игра получила преимущественно положительные отзывы.